# Synemosyna petrunkevitchi
Synemosyna petrunkevitchi là một loài nhện trong họ Salticidae.
Loài này thuộc chi Synemosyna. Synemosyna petrunkevitchi được Chapin miêu tả năm 1922.